# Isartaler Hexen

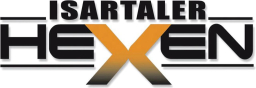
Logo

Die Isartaler Hexen waren eine bayerische Musikgruppe, die von 1999 bis 2018 bestand.

## Die Band
Die Isartaler Hexen waren eine reine Frauenband, die sich um die Bandleaderin Ulla Vater aus Mintraching/Rosenhof formierte.
Sie bestand zuletzt aus acht Musikerinnen:
- Tina Kölbl – Keyboards, Akkordeon, Akustik-Gitarre, Lead-Gesang
- Birgit Schneeberger – Saxophon, Klarinette, Gesang
- Mikki Weber – E-Bass, Gesang, Keyboard
- Sandra Dauenhauer – Leadgesang, E-Gitarre, Akustikgitarre
- Alex Spiegel – Posaune, Bariton, Keyboard
- Susanne „Susal“ Franz – Moderation, Lead-Gesang, Keyboard, Steirische, Saxophon
- Ulla Vater – Bandleaderin, Trompete, E-Bass, Gesang
- Mary Langbauer – Schlagzeug, Percussion

## Geschichte

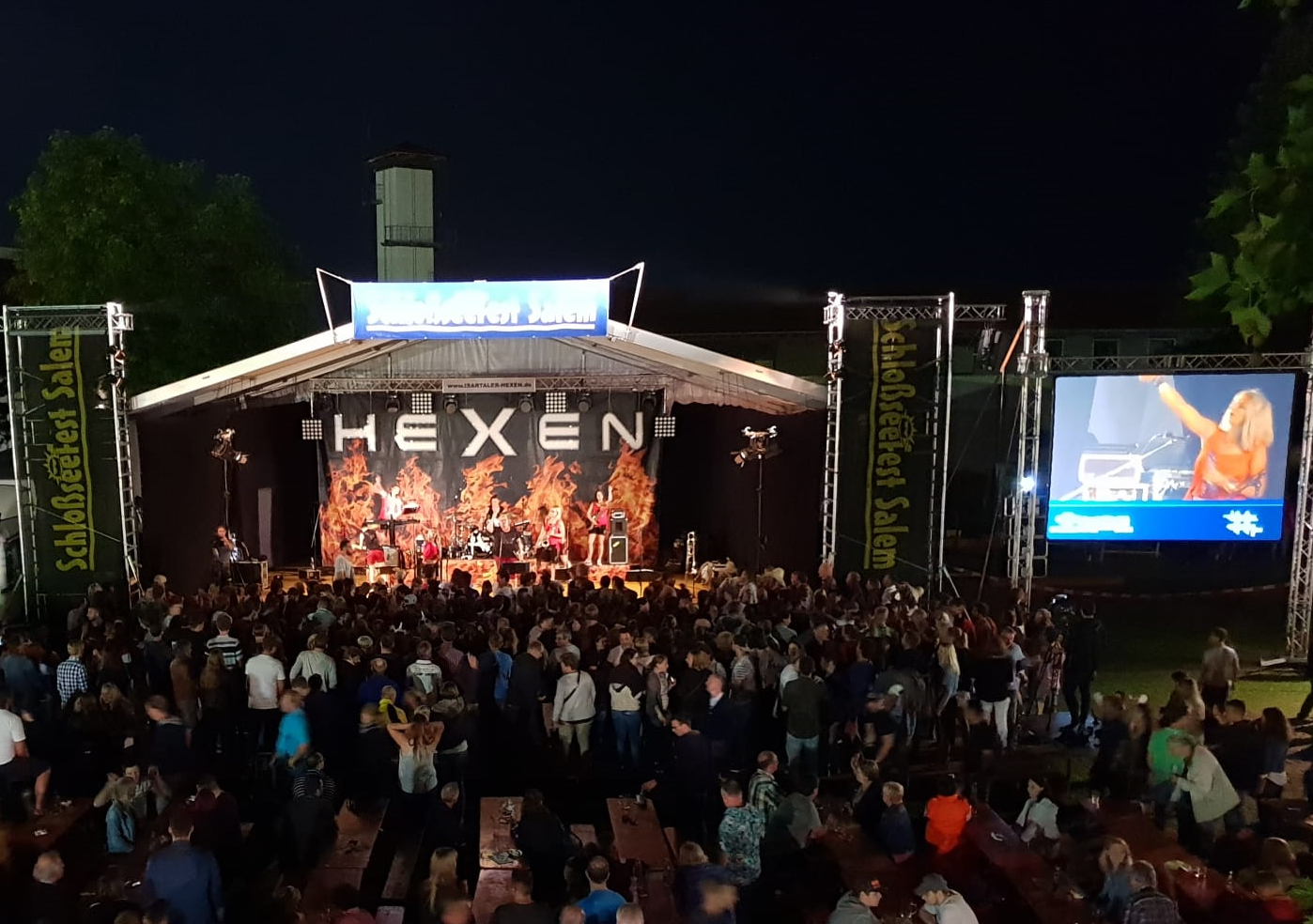
Abschieds-Tournee der „Isartaler Hexen“, 2018 beim Schloßseefest Salem

Im Jahre 1999 schlossen sich der Geschäftsmann Erwin Müller und die Berufsmusikerin Ulla Vater zusammen und gründeten die Isartaler Hexen.
Die Band war im November 1999 komplett und die Proben begannen. Im Jahr 2000 konnten sie 16 Live-Auftritte verzeichnen. 2001 waren es bereits 36 Auftritte und 2002 schon 90. Im selben Jahr war auch das TV-Debüt der Hexen im Musikantenstadl von Karl Moik. Auch ihre erste CD Männer sind einfach der Renner erschien.
2003 und 2004 verliefen noch erfolgreicher, da jetzt der Tourplan über 100 Auftritte zählte. Die CDs Echte Hexen und Hexen live wurden veröffentlicht. Der Höhepunkt des Jahres 2005 war die Teilnahme am Vorentscheid für den Grand Prix der Volksmusik im ZDF mit dem Titel Mir lassn uns net unterkriag’n. Mit diesem Titel erschien unter demselben Namen die vierte CD.
Nach einigen Wechseln in den Jahren 2006 bis 2008, und der CD Voll der Wahnsinn starteten die Hexen zur „Brave Mädchen“-Tour 2009. Auch in diesem Jahr hatten die Hexen das Glück beim Grand Prix der Volksmusik mit dem Titel Brave Mädchen kommen in den Himmel teilnehmen zu können. Die CD Brave Mädchen kommen in den Himmel wurde veröffentlicht. 2009 erschien auch ein Remix des Hits „Ruck-Zuck“ als Mallorca-Version.
Im Jahr 2010 feierten die Hexen ihr 10-jähriges Jubiläum, das mit einem Hexenfest Ende Oktober gefeiert wurde. Die CD Danke wurde veröffentlicht. Ende des Jahres verließ Vera Herten die Band, um ihre musikalische Karriere in Amerika fortzusetzen.
Seit Januar 2011 saß Mary Langbauer am Schlagzeug. Im selben Jahr veröffentlichen die Hexen zur Fußball-Weltmeisterschaft der Frauen in Deutschland die Single 2011 – Wir holen den Pokal. Ende des Jahres 2012 verließen Adelinde Brendel und Steffi Fischer die Band. Ins Jahr 2013 starteten die Hexen mit der neuen CD … eine Sünde wert und mit den Neubesetzungen Tina Kölbl und Alex Spiegel.
Im Jahr 2015 feierten die Hexen ihr 15-jähriges Jubiläum mit einem Hexenfest im November. Zum Jubiläum erschien die CD Hexenfeier(n) auf der ein selbstkomponierter Titel der Gitarristin Sandra Dauenhauer zu hören ist. Conny Stögbauer verließ die Band. Ihr folgte Mikki Weber als Bassistin.
Anfang 2016 verkündeten die Isartaler Hexen ihre Auflösung zum Ende der Saison 2018. Im Jahr 2018 gingen die Hexen auf Abschiedstournee. Ihren letzten TV-Auftritt hatten die Hexen bei Immer wieder sonntags mit einem Abschlusslied. Das Abschiedskonzert wurde am 10. November in Kulmbach gefeiert.

## Diskografie
Singles
- 2009 Ruck-Zuck – Mallorca Remix
- 2011 2011 – Wir holen den Pokal

CDs
- 2002 Männer sind einfach der Renner
- 2003 Echte Hexen
- 2004 Hexen live
- 2005 Mir lassn uns ned unterkriag’n
- 2007 Voll der Wahnsinn
- 2009 Brave Mädchen kommen in den Himmel
- 2010 Danke!
- 2013 … eine Sünde wert
- 2015 Hexenfeier(n)